# Карими, Али (футболист, 1994)
Али Карими (перс. علی کریمی‎; род. 11 февраля 1994, Исфахан) — иранский футболист, полузащитник клуба «Кайсериспор», и национальной сборной Ирана.

## Клубная карьера
Во взрослом футболе дебютировал в 2012 году выступлениями за клуб «Сепахан», в котором провёл четыре сезона, приняв участие в 65 матчах чемпионата Ирана.
В 2016 году подписал контракт с хорватским клубом «Динамо» из Загреба, однако в основном составе закрепится не смог, и вскоре был предан в аренду другому хорватскому клубу «Локомотива» за который отыграл восемь матчей в которых забил 1 гол.
В 2017 году вернулся в Иран, где продолжил карьеру в клубе «Сепахан». В 2018 году перешёл в другой иранский клуб «Эстегляль», играл в основном составе, за два сезона принял участие в 58 матчах местного чемпионата в которых отметился 7 голами.
В 2020 году пополнил состав катарского клуба «Катар СК» из Дохи, после семи матчей, был передан в аренду другому катарскому клубу «Аль-Духаиль», за который отыграл девять матчей.
В августе 2021 года, после возвращения из аренды, как свободный агент, пополнил состав турецкого клуба «Кайсериспор».

## Выступления за сборную
На молодёжном уровне сыграл в 14 официальных матчах за молодёжную сборную Ирана, забил 4 гола. В 2015 году в составе молодёжной сборной был победителем Молодёжного чемпионата федерации футбола Западной Азии.
Дебютировал в сборной Ирана 10 ноября 2016 года в товарищеском матче против сборной Папуа — Новаой Гвинеи (8:1). Первый матч за сборную в отборочном цикле крупного международного турнира сыграл в августе 2017 года против сборной Узбекистана (2:0).
В ноябре 2022 года был включён в окончательный список футболистов которые попали в заявку сборной Ирана для участия в матчах чемпионата мира 2022 года в Катаре. 21 ноября вышел в основном составе в первом матче иранской сборной на турнире против сборной Англии (2:6). Во втором матче на турнире против сборной Уэльса вышел на замену на 83 минуте матча и помог сборной добиться победы (2:0).

## Достижения
- Обладатель Кубка Ирана (1):

«Сепахан»: 2012/13
- Чемпион Ирана (1):

«Сепахан»: 2014/15